# Playa Fortuna
Playa Fortuna is een plaats (comunidad) in het Amerikaanse unincorporated territory Puerto Rico, en valt bestuurlijk gezien onder gemeente Luquillo.

## Demografie
Bij de volkstelling in 2000 werd het aantal inwoners vastgesteld op 2037.

## Geografie
Volgens het United States Census Bureau beslaat de plaats een oppervlakte van 2,2 km², waarvan 1,6 km² land en 0,6 km² water.

## Plaatsen in de nabije omgeving
De onderstaande figuur toont nabijgelegen plaatsen in een straal van 36 km rond Playa Fortuna.